# Símos (Étolie-Acarnanie)
Símos (grec moderne : Σίμος) est une localité située dans le dème de Naupactie, dans le district régional d'Étolie-Acarnanie, dans la périphérie de Grèce-Occidentale, en Grèce.
Selon le recensement de 2021, elle compte 46 habitants.